# Туле (культура)
Туле — неоэскимосская культура, существовавшая в X—XVIII веках на севере Канады и в Гренландии. Предки современных эскимосов.

## Этимология
Название происходит от города Туле (современный Каанаак), расположенного на северо-западе Гренландии.

## История

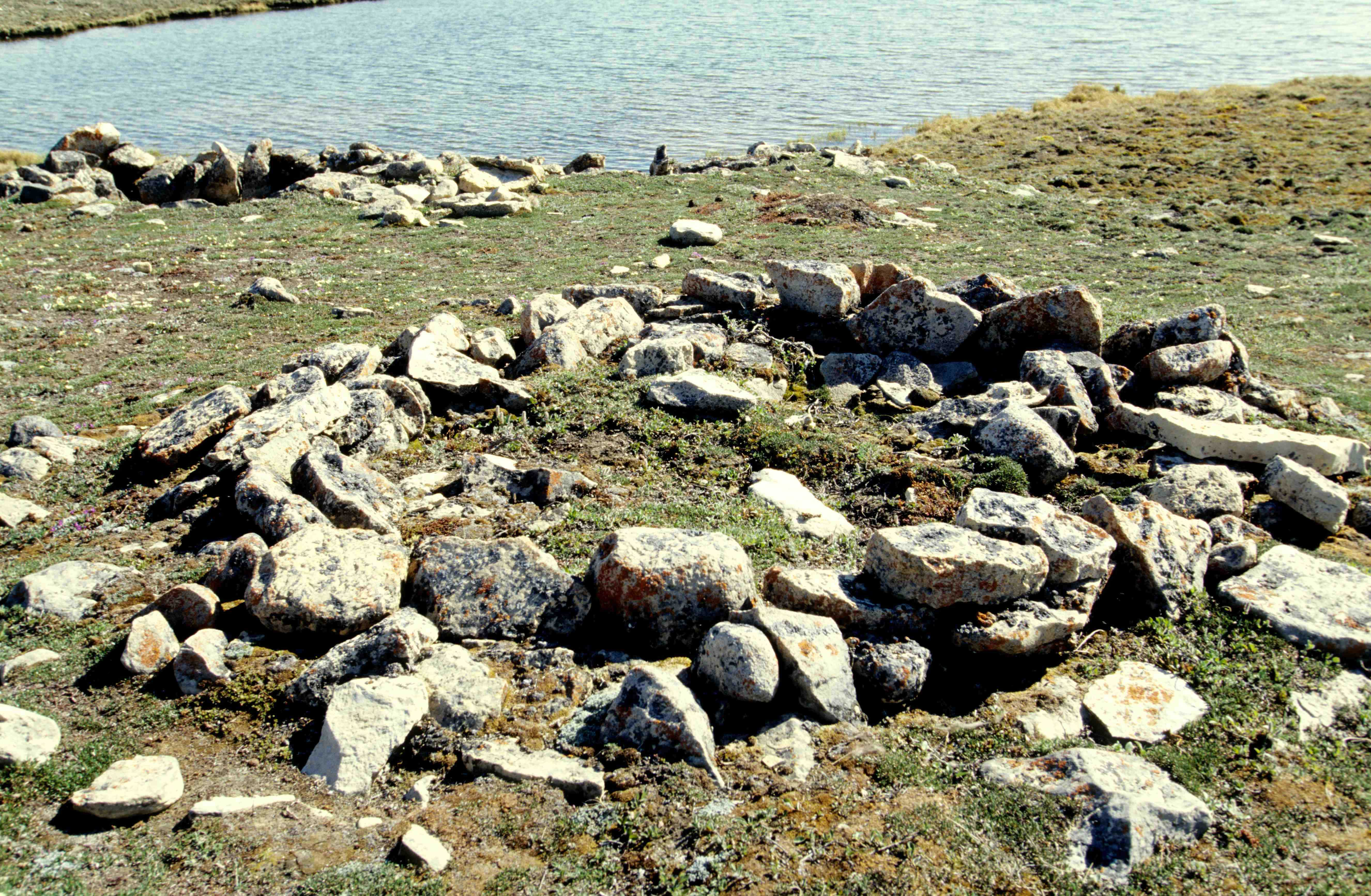
Остатки поселения Туле

Культура туле возникла около 1000 года н. э. на Аляске и распространилась оттуда на всю северную Канаду, достигнув Гренландии в XIII веке. При этом она сменила культуру дорсет, ранее занимавшую северо-восток Канады и северо-запад Гренландии.
Известно, что викинги в XI веке вступали в контакт с представителями этой культуры.
В XVIII веке культура вступает в контакт с европейцами.
Во время малого ледникового периода (1650—1850) общины туле распались и появились современные эскимосы.

## Культура
Известно, что представители культуры туле использовали сланцевые ножи, умиаки и гарпуны. Пропитание добывалось на охоте, охотились в основном на китов, моржей и тюленей.
Различные этапы традиции туле отличаются различными стилями изготовления инструментов и искусства. Более поздние стадии — Пунук и Бирнирк — имеют большую представленность в археологических записях и, как говорят, распространились дальше и продолжались дольше, чем их предшественники. Культура туле хорошо известна своими технологическими достижениями в области транспорта, охотничьих приемов и орудий. Гарпун играл очень важную роль в китобойном промысле, и туле создали несколько типов наконечников гарпунов из китовой кости. Они также делали надувные поплавки с гарпуном, чтобы охотиться на более крупную добычу. Там, где это было возможно, они использовали и продавали железо из метеоритов, таких как метеорит Кейп-Йорк.
Зимние поселения туле обычно включали от одного до четырёх домов примерно на десять человек. Дома строились из китовых костей, добытых на охоте.
Некоторые крупные поселения имели несколько десятков домов.